# فرنسيس بروكس تشادويك
فرنسيس بروكس تشادويك (بالإنجليزية: Francis Brooks Chadwick)‏ هو رسام أمريكي، ولد في 1850، وتوفي في 1942.